# Verstummen
Das Verstummen von Lauten ist ein Fachbegriff der Phonologie. Er bezeichnet den Vorgang bei dem im Laufe der Weiterentwicklung einer Sprache ein Laut grundsätzlich nicht mehr ausgesprochen wird. Häufig wird der Laut in der Buchstaben-Schrift weiterhin geschrieben. 

## Beispiele für verstummte Laute
- Das e am Ende von französischen Worten. ("France", "Simone")
- Der h-Laut beim Übergang vom Attischem Griechisch zur Koine